# Gmina Pasłęk
Die Gmina Pasłęk [ˈpaswɛŋk] ist eine Stadt-und-Land-Gemeinde im Powiat Elbląski der Woiwodschaft Ermland-Masuren in Polen. Ihr Sitz ist die gleichnamige Stadt (deutsch Preußisch Holland) mit etwa 12.150 Einwohnern.

## Geographie

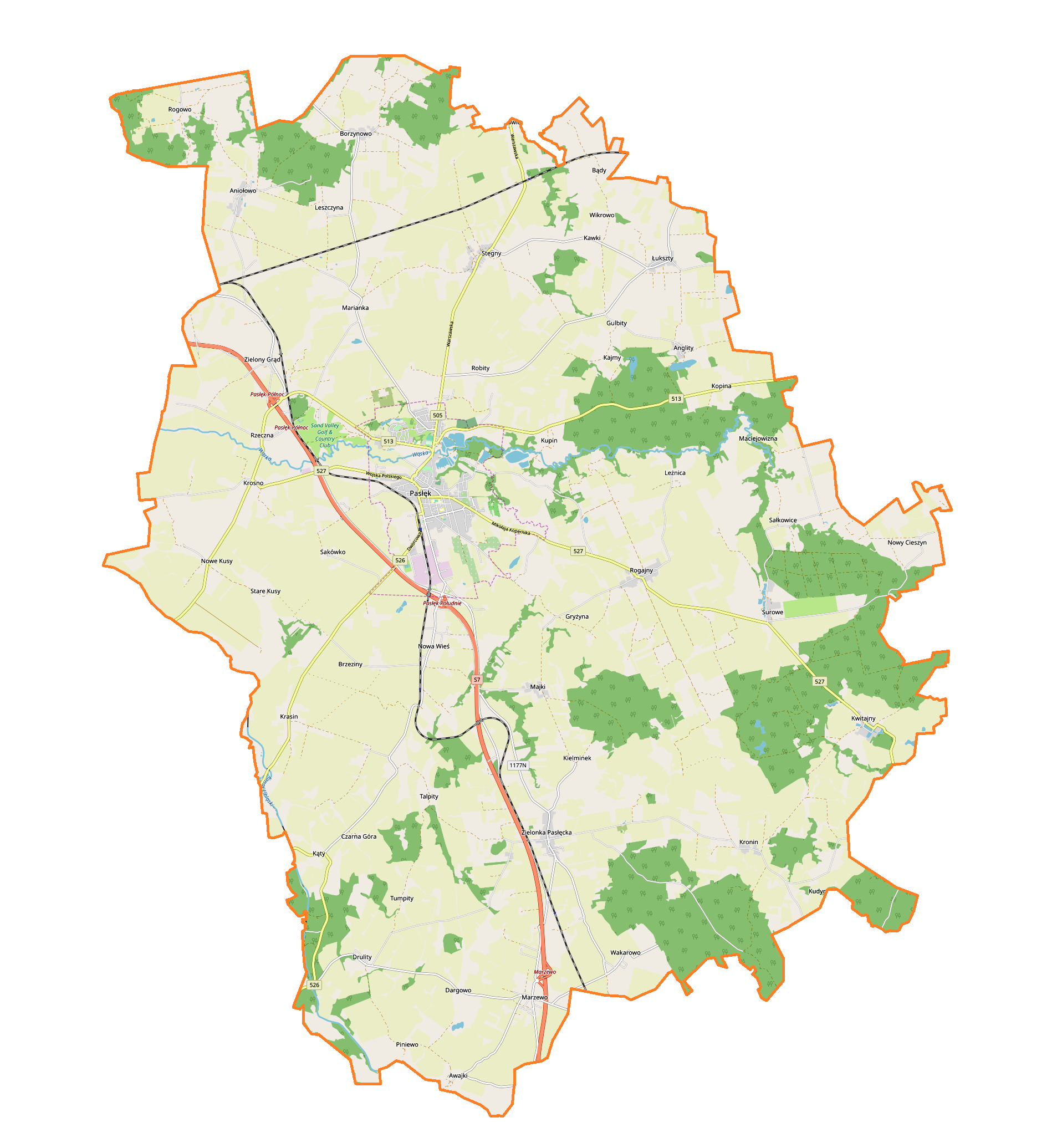
Karte der Gemeinde

Die Gemeinde liegt im Nordwesten der Woiwodschaft. Der Sitz des Powiats, die kreisfreie Stadt Elbląg (Elbing) liegt zehn Kilometer nordwestlich. Drulity (Draulitten) im Süden der Gemeinde ist nur zwei Kilometer von der Woiwodschaft Pommern entfernt. Nachbargemeinden sind die Gemeinden Elbląg im Nordwesten, Milejewo und Młynary im Norden, Wilczęta im Nordosten, Godkowo im Osten, Morąg im Südosten, Małdyty im Süden sowie Rychliki im Westen. 
Die Gemeinde hat eine Fläche von 264,4 km², die zu 74 Prozent land- und zu 14 Prozent forstwirtschaftlich genutzt wird. Der Fluss Wąska (Weeske) durchzieht die Gemeinde und ihren Hauptort von Ost nach West. Der Oberländische Kanal (polnisch Kanał Elbląski) berührt den Südwesten des Gemeindegebiets.

## Geschichte
Die Landgemeinde wurde 1973 aus verschiedenen Gromadas neu gebildet. Stadt- und Landgemeinde wurden 1990/1991 zur Stadt-und-Land-Gemeinde zusammengelegt. Ihr Gebiet gehörte von 1946 bis 1975 zur Woiwodschaft Olsztyn und anschließend bis 1998 zur Woiwodschaft Elbląg, der Powiat wurde in dieser Zeit aufgelöst. Zum 1. Januar 1999 kam die Gemeinde zur Woiwodschaft Ermland-Masuren und wieder zum Powiat Elbląski.

## Gliederung
Zur Stadt-und-Land-Gemeinde (gmina miejsko-wiejska) Pasłęk gehören die Stadt selbst und 39 Dörfer (deutsche Namen amtlich bis 1945) mit Schulzenämtern (sołectwa):
- Aniołowo (Rapendorf)
- Awajki (Awecken)
- Bądy (Bunden)
- Borzynowo (Briensdorf)
- Brzeziny (Emilienhorst)
- Drulity (Draulitten)
- Gołabki(Spittels)
- Gulbity (Golbitten)
- Kopina (Koppeln)
- Krasin (Schönfeld)
- Kronin (Alt Krönau)
- Krosno (Krossen)
- Kupin (Kopiehnen)
- Kwitajny (Quittainen)
- Leszczyna (Hasselbusch)
- Leżnica (Lägs)
- Łukszty (Luxethen)
- Majki(Mäken)
- Marianka (Marienfelde)
- Marzewo (Mahrau)
- Nowa Wieś (Neuendorf)
- Nowy Cieszyn (Neu Teschen)
- Robity (Robitten)
- Rogajny (Rogehnen)
- Rogowo (Rogau)
- Rydzówka (Kalthof)
- Rzeczna (Weeskenhof)
- Rzędy (Grenzhöfen)
- Sakówko (Charlottenhof)
- Sałkowice (Zallenfelde)
- Stegny (Steegen)
- Surowe (Schönau)
- Zielonka Pasłęcka (Grünhagen)
- Zielony Grąd (Schönwiese)

Kleinere Dörfer, Orte und Weiler sind:
- Anglity (Angnitten)
- Cierpkie (Friedheim)
- Dargowo (Dargau)
- Dawidy (Davids)
- Gibity (Giebitten)
- Gryżyna (Greißings)
- Kajmy (Kaymen)
- Kąty (Kanthen, Dorf)
- Kąty (Osada) (Kanthen, Geneigte Ebene)
- Kawki (Koken)
- Kielminek (Köllming)
- Krosienko (Krossenfeld)
- Krosno-Młyn (Mühle Krossen)
- Kudyny (Komthurhof)
- Kudyński Bór (Komthurwald)
- Łączna (Wiesenhof)
- Malinowo (Amalienhof)
- Pochylnia Kąty (Kanthen)
- Nowe Kusy (Neu Kußfeld)
- Nowiny (Neufelde)
- Owczarnia (Schäferei)
- Piniewo (Pinnau)
- Pólko (Freifelde)
- Siódmak (Siebenhufen)
- Skolimowo (Skollmen)
- Sokółka (Sangershausen)
- Stare Kusy (Alt Kußfeld)
- Talpity (Talpitten)
- Tulno (Taulen)
- Wakarowo (Wackelsdorf)
- Wikrowo (Wickerau)
- Wójtowizna (Vogtshof)
- Zielno (Solainen)

Sonstige Orte: Buczyniec (Buchwalde, Geneigte Ebene), Malinowo (Amalienhof)

## Verkehr
Wichtigste Straße ist die Schnellstraße S7 (Europastraße 77) von Danzig nach Warschau. Daneben treffen in Pasłęk die Woiwodschaftsstraßen DW505, DW513, DW526 und DW527 zusammen.
Im Bahnhof Pasłęk halten Fernzüge auf der Bahnstrecke Olsztyn–Bogaczewo–Elbląg. – Der Personenverkehr auf der Bahnstrecke Malbork–Braniewo mit dem Haltepunkt Stegny wurde 2004 eingestellt.
Der nächste internationale Flughafen ist Danzig.

## Persönlichkeiten
- Theodor Eggert (1864–1941), Verwaltungsjurist und Ministerialbeamter; geboren in Weeskenhof
- Erich Kühn (1878–1938), Schriftsteller, Publizist und Redakteur; geboren in Rogehnen.
- Gertrud Lerbs-Bernecker (1902–1968), Graphikerin; geboren in Rogehnen.